# Formal Methods & Tools
Formal Methods & Tools (FMT) er en forskningsgruppe på Twente universitet, Holland ved fakultetet for elektronik, matematik og computer-videnskab.
Gruppen udvikler værktøjer til udvikling af software i forbindelse med blandt andet formelle teorier om sammentræf af uventede hændelser, konstruktions-metodologi for fordelings-systemer og korrekt evaluering ved brug af  verificering- eller validerings-teknikker. 

## Ekstern henvisning
- Formal Methods & Tools hjemmeside (engelsk) Arkiveret 14. april 2008 hos  Wayback Machine